# While the City Sleeps, We Rule the Streets
While the City Sleeps, We Rule the Streets es el primer álbum de Cobra Starship. Salió a la venta el 10 de octubre de 2006 en EE. UU. y una semana después en Canadá. Todas las canciones de este disco fueron escritas por Gabe Saporta con Dave Katz y Sam Hollander, excepto Keep It Simple (Saporta/Ted Leo) y Bring It (Saporta/Beckett/Katz/Hollander/Travis McCoy). Los sencillos de este disco fueron Bring It, The Church of Hot Addiction y Send My Love to the Dancefloor. Como curiosidad, The Kids Are All Fucked Up se cree que hace referencia a una canción de The Offspring llamada The Kids Aren't All Right. El sencillo Bring It fue utilizado como soundtrack
para la película Snake on a Plane.

## Temas
| N.º | Título                                                                                      | Duración |  |
| 1.  | «Being from Jersey Means Never Having to Say You're Sorry»                                  | 2:05     |  |
| 2.  | «Send My Love to the Dancefloor, I'll See You In Hell (Hey Mister DJ)»                      | 3:48     |  |
| 3.  | «The Church of Hot Addiction»                                                               | 3:40     |  |
| 4.  | «The Kids Are All Fucked Up»                                                                | 4:15     |  |
| 5.  | «It's Warmer in the Basement»                                                               | 2:57     |  |
| 6.  | «Keep It Simple» (Gabe Saporta, Ted Leo)                                                    | 4:10     |  |
| 7.  | «It's Amateur Night at the Apollo Creed»                                                    | 3:08     |  |
| 8.  | «Bring It (Snakes on a Plane)» (Gabe Saporta, William Beckett, Travis McCoy, Maja Ivarsson) | 3:14     |  |
| 9.  | «The Ballad of Big Poppa and Diamond Girl» (Gabe Saporta)                                   | 3:27     |  |
| 10. | «Pop-punk Is Sooooo '05»                                                                    | 3:01     |  |
| 11. | «You Can't Be Missed If You Never Go Away»                                                  | 3:21     |  |

### Sencillos
- Bring It (Snakes on a Plane)(Featuring Maja Ivarsson, William Beckett , Travis McCoy)
- The Church of Hot Addiction
- Send My Love to the Dancefloor, I'll See You in Hell (Hey Mister DJ)

- Datos: Q3496122